# حسن بن إبراهيم السبع
حسن بن إبراهيم السبع، شاعر وكاتب مقالات أدبية واجتماعية، ويعد أحد أبرز الأدباء المعاصرين في المملكة العربية السعودية.

## الدراسة والعمل
- حصل على درجة البكالوريوس في تخصص التاريخ من جامعة الملك سعود عام 1972م.
- حصل على دبلوم في العلوم البريدية والمالية من فرنسا عام 1978م.
- حصل على درجة الماجستير من جامعة إنديانا في الولايات المتحدة الأمريكية.
- عمل مساعدًا لمدير عام البريد بالمنطقة الشرقية بين عامي 1984-2005م.[1]

## النشاط الثقافي
- عضو مجلس إدارة النادي الأدبي في المنطقة الشرقية بالاختيار بين عامي 1427-1431هـ/2006-2010م.
- كاتب في صحيفة اليوم السعودية، مشرف على الصفحات الثقافية في صحيفة البلاد بين عامي 1978-2000م.
- شارك في عدة لقاءات ومنتديات ثقافية وأمسيات شعرية داخل المملكة العربية السعودية وخارجها.[2]

## شاعريته
يعتبر حسن السبع من الشعراء المجددين في المملكة العربية السعودية الذين أحدثوا تطورًا في القصيدة السعودية فيما يتعلق بالرؤيو والبناء اللغوي، مما جعل القصيدة وثيقة الصلة بحياة الإنسان ومشكلاتها وأزماتها، كما جعلها أكثر احتفاءً  بالأسئلة المصيرية الكبرى وأكثر انفتاحًا على العصر.
ومما يميز حسن السبع على جيله اتصاف تجربته الشعرية الأولى بالبكارة والعمق وقدرته على صياغة الأفكار بعفوية وتلقائية وبفن عالٍ كما ظهر في ديوانه (سهر القناديل 1992م). وتشكل مفردتا: (حنين) و (انتظار) ومرادفاتهما أحد مداخل قراءة ديوان السبع الأول، وكثيرًا ما شكلتا عناوينًا للقصائد فضلاً عن ورودهما في المتن.
أما ديوانه الثاني ( حديقة الزمن الآتي 1997م) شكلت قيمة الانتظار -كما كانت في الديوان الأول- جزءًا من التجربة الشاعرية لحسن السبع. وعند وصف تجربة حسن السبع الشاعرية يلاحظ أنها تجمع بين القصيدة القصيرة والقصيدة الطويلة، فيختصر الفكرة في القصيدة القصيرة، بينما تطول الفكرة وتمتد دون تكرار أو ترهل.

## إنتاجه الأدبي
- بوصلة للحب والدهشة (ديوان شعر).
- توق الفراشة إلى النجمة (نثر).
- حديقة الزمن الآتي (ديوان شعر).
- ركلات ترجيح (ديوان شعر).
- زيتها وسهر القناديل.[2]

## وصلات خارجية
- حسن السبع رحل متدثراً بالابتسامة.. مسرجاً قناديل ساخرة!